# Juan de Cartagena
Juan de Cartagena (Cartagena, ... – Patagonia, 1520) è stato un marinaio ed esploratore spagnolo.
Prese parte alla spedizione di Ferdinando Magellano come capitano della nave San Antonio e supervisore generale della flotta. Nel 1520 fu alla testa di un ammutinamento contro Ferdinando Magellano nel porto di San Julián, dove venne poi abbandonato alla sua sorte in seguito al fallimento della rivolta.

## Biografia
Le notizie sulla sua vita precedenti alla spedizione di Magellano sono scarse. Era nipote o, secondo le voci del tempo, figlio illegittimo dell'arcivescovo Juan Rodríguez de Fonseca, che presiedeva il Consiglio delle Indie.
Il 30 marzo 1519 fu nominato dalla regina Giovanna di Castiglia e da suo figlio Carlo V veedor (supervisore) generale e capitano della terza nave della "flotta per la scoperta delle Spezie", comandata dai portoghesi Ferdinando Magellano e Rui Faleiro con l'obiettivo di trovare una rotta per le Molucche, conosciute all'epoca come "Isole delle Spezie", rimanendo all'interno della zona assegnata alla Spagna dalla linea di demarcazione stabilita dal Trattato di Tordesillas del 1494, che divideva le sfere di influenza spagnole e portoghesi al di fuori dell'Europa. Il suo incarico prevedeva la supervisione degli aspetti finanziari e commerciali della spedizione ma Carlo V gli diede anche istruzioni di mandargli direttamente rapporti sulla spedizione e non tramite Magellano come capitano generale. Questa suddivisione di compiti avrebbe causato difficoltà e problemi durante il viaggio.
Nel luglio 1519 Juan de Cartagena arrivò a Siviglia insieme a Cristóbal de Haro e al tesoriere della flotta e subito iniziarono i contrasti con Magellano in merito all'organizzazione della spedizione, fino all'ordine di pagare lo stipendio a tutti i membri degli equipaggi a esclusione dei portoghesi.
Il 26 luglio il re ordinò che Rui Faleiro fosse destinato a altro incarico, per problemi di salute, e Magellano chiese di sostituirlo con Juan de Cartagena "come persona congiunta". In segno di riconoscimento del ruolo influente di Juan de Cartagena e per conciliarsi i suoi sostenitori, Magellano lo nominò capitano della nave San Antonio, la più grande della flotta, e soggetto alla sola autorità di Magellano in qualità di capitano generale. A de Cartagena fu inoltre concesso uno stipendio di 110 000 maravedí, il più alto di tutti i componenti della flotta compreso Magellano.
Arrivati alle Canarie Juan de Cartagena, insieme ad altri ufficiali, ricordò a Magellano che avrebbe dovuto consultarsi con lui e con gli altri su tutte le questioni relative al viaggio, in qualità di "persona congiunta", secondo le istruzioni ricevute dal re. Questo raffreddò i rapporti tra i due, dato che Magellano non era d'accordo con questa impostazione. De Cartagena chiese a Magellano i dettagli della rotta e alla fine riuscì a ottenerli.
Quando all'altezza della costa della Guinea Magellano modificò la rotta rispetto a quella comunicata, de Cartagena chiese in una comunicazione da nave a nave i motivi per il cambiamento, ma Magellano gli rispose che sapeva quel che stava facendo e che non doveva rendergliene conto. De Cartagena inoltre iniziò a salutare Magellano in maniera non conforme con il protocollo e con una forma che ne sminuiva l'autorità ("signor capitano e maestro" invece di "signor capitano generale"). Il fatto irritò Magellano, che lo richiamò al rispetto del protocollo, e di lì a pochi giorni de Cartagena smise di salutare Magellano.
Successivamente sulla nave Victoria un marinaio fu sorpreso a commettere atti di sodomia e Magellano lo fece buttare in mare senza consultare gli altri ufficiali; l'episodio provocò uno scontro diretto con de Cartagena, durante il quale, oltre a emergere i problemi relativi al cambio di rotta e al saluto, de Cartagena accusò Magellano di incompetenza. A quel punto Magellano ordinò di imprigionare de Cartagena, che cercò invano l'appoggio degli altri ufficiali per estromettere Magellano dal comando. Gli ufficiali chiesero a Magellano di mettere de Cartagena sotto la custodia di uno loro e Magellano accettò di consegnarlo a Luis de Mendoza, capitano della Victoria, dietro giuramento di rimetterlo in ceppi se Magellano lo avesse richiesto. Al posto di Juan de Cartagena, Magellano nominò capitano della San Antonio Antonio de Costa, per poi sostituirlo in seguito con Álvaro de Mezquita.

### L'ammutinamento

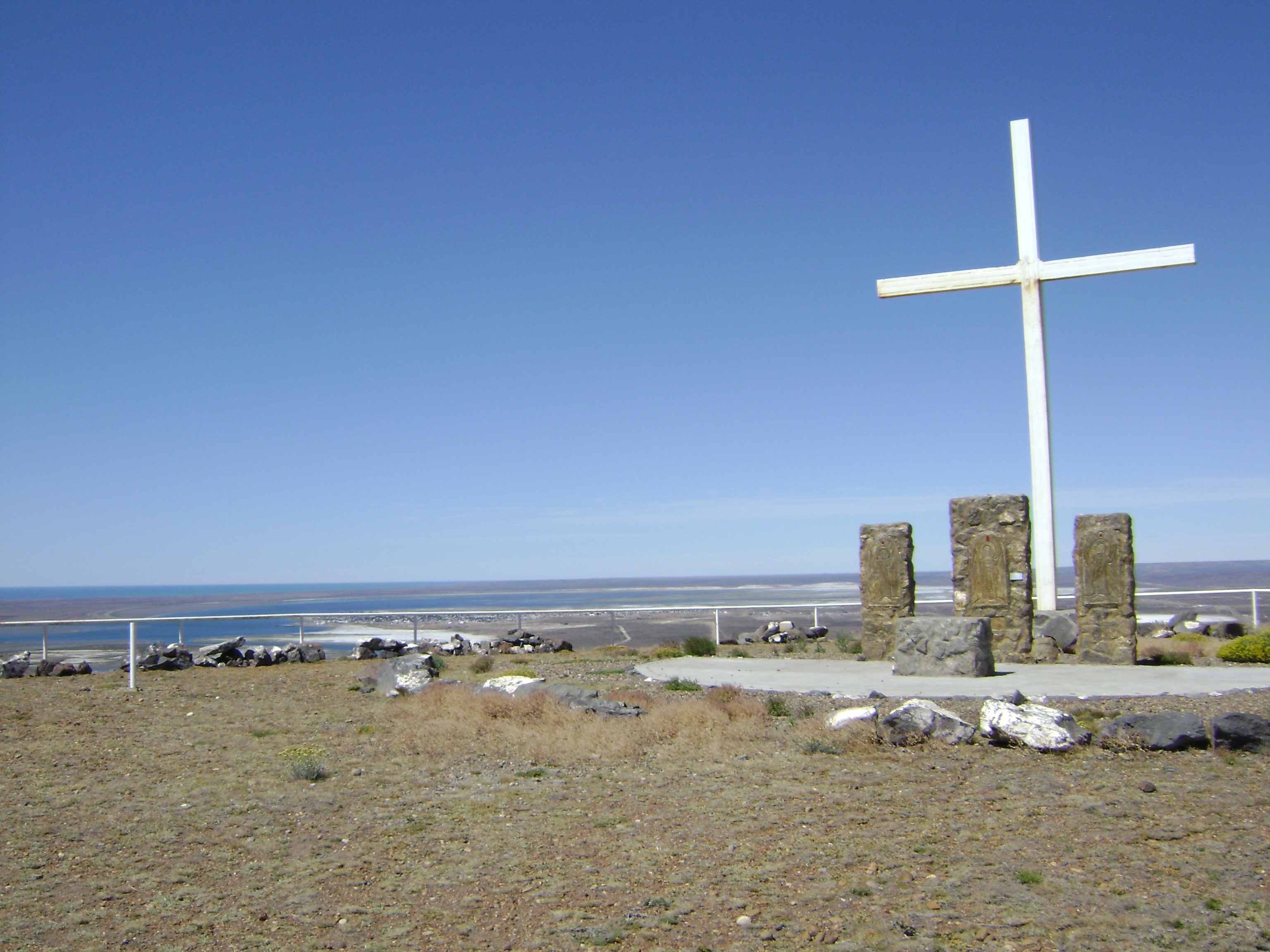
Monte Cristo, a San Julián, dove Magellano fece erigere una croce.

Arrivati al porto di San Julián sulla costa della Patagonia, il 1º aprile 1520 Juan de Cartagena in segreto tornò a bordo della San Antonio dove ottenne il sostegno degli ufficiali e marinai spagnoli contro Magellano. Insieme a Gaspar de Quesada, capitano della Concepción, al timoniere Juan Sebastián Elcano e a trenta marinai spagnoli, de Cartagena assunse il controllo della nave dichiarandola indipendente dal comando di Magellano. Anche gli ufficiali della Concepción e della Victoria si unirono all'ammutinamento e il 2 aprile 1520 venne mandata una lettera alla nave ammiraglia di Magellano, la Trinidad, in cui si chiedeva a Magellano di prendere atto di non essere più al comando della spedizione. Fingendo di voler negoziare, Magellano mandò come agente Gonzalo Gómez de Espinosa accompagnato da alcuni uomini armati sulla nave Victoria; una volta a bordo uccisero il comandante de Mendoza e l'equipaggio stesso della Victoria si ribellò agli ammutinati, riportando la nave sotto il comando di Magellano. Le altre due navi ribelli tentarono la fuga ma dopo un breve combattimento contro la Trinidad la San Antonio si arrese; vista fallita la rivolta, il 3 aprile 1520 anche l'ultima nave ribelle, la Concepción, dove era a bordo Juan de Cartagena, fece lo stesso senza opporre resistenza.
Represso l'ammutinamento, Ferdinando Magellano condannò Gaspar de Quesada alla decapitazione e allo squartamento del suo cadavere, come di quello di Luis de Mendoza. Riluttante a giustiziare un congiunto prossimo dell'arcivescovo de Fonseca, Magellano condannò de Cartagena e un altro dei cospiratori, il sacerdote Pedro Sánchez de la Reina, ad essere abbandonati al loro destino. La sentenza fu eseguita l'11 agosto 1520, quattro mesi dopo l'ammutinamento e poco prima della partenza della flotta per svernare a San Julián (21 agosto). De Cartagena e il sacerdote furono abbandonati in una piccola isola di fronte alla costa della Patagonia, lasciando loro solo una piccola razione di gallette e di acqua potabile. Di loro non si ebbero più notizie.
Il 1º novembre 1520 il timoniere della San Antonio, Esteban Gómez, depose il comandante Álvaro de Mezquita, cugino di Magellano, e preso il comando della nave abbandonò la spedizione per tornare in Spagna. Nel tragitto, tentò di recuperare Juan de Cartagena e Pedro Sánchez de la Reina ma non ne trovò traccia.